# Charlotte/Douglas International Airport
Charlotte/Douglas International Airport
(IATA: CLT, ICAO: KCLT) är en internationell flygplats i Charlotte i delstaten North Carolina i USA. Den är namngiven efter en tidigare borgmästare, Ben Elbert Douglas, Sr. 1982. 
Flygplatsen var tidigare en av de viktigaste flygnaven för US Airways och är sedan sammanslagningen med American Airlines dess största trafiknav. År 2019 hade den mer än 50 miljoner passagerare. Några få europeiska flygbolag har direkflyg till Charlotte.
Flygplatsen delar rullbanor med Charlotte Air National Guard Base och är basering för i 145th Airlift Wing (145 AW) i North Carolinas flygnationalgarde.